# Лі Їхуа
Лі Їхуа (27 квітня 1963) — китайська стрибунка у воду.
Учасниця Олімпійських Ігор 1984 року. Срібна медалістка Чемпіонату світу з водних видів спорту 1986 року в стрибках з триметрового трампліна.